# Merowech
Merowech (lateinisch Merovechus oder Meroveus, französisch Mérovée) war nach der Mitte des 5. Jahrhunderts ein Kleinkönig, der über eine größere Gefolgschaft von Franken gebot. Er residierte wohl in Tournai im heutigen Hennegau (Belgien). Etymologisch wird eine ursprüngliche Namensbedeutung „berühmter Kämpfer“ erschlossen.

## Leben
Über Merowech ist sehr wenig bekannt. Als glaubwürdig gilt die Angabe des Geschichtsschreibers Gregor von Tours, dass er der Vater Childerichs I. (und somit Großvater Chlodwigs I.) war. Er war also der Stammvater der späteren Frankenkönige aus dem Geschlecht der Merowinger. Gregor von Tours berichtet, dass Merowech, „wie einige behaupten“, aus dem Geschlecht Chlodios stammte, des ersten namentlich fassbaren Königs der nach Nordgallien „diffundierten“ (Mischa Meier) Franken, die in der älteren Forschung regelmäßig als Salfranken bezeichnet wurden. Ob er Chlodios Sohn war, wie die Fredegar-Chronik berichtet, oder zu diesem lediglich in einem nicht näher bestimmbaren Verwandtschaftsverhältnis stand, ist umstritten.
Merowechs Regierungszeit war wohl kurz. Da für Childerich im Liber historiae Francorum eine Regierungszeit von 24 Jahren angegeben wird, ergibt sich für Childerichs Regierungsantritt und damit für Merowechs Tod (oder Entmachtung) 457/458, doch ist diese Chronologie unsicher; nach einer anderen Datierung begann Merowechs Regierung erst um 460. Sicher ist, dass 463 bereits Childerich regierte. Möglicherweise war Merowech 451 an den Kämpfen gegen die Hunnen Attilas beteiligt.

In der spätantiken Geschichtsschreibung wird Merowech namentlich nicht erwähnt, jedoch könnte folgende (wohl auf das Jahr 450 bezogene) Passage des Priskos auf ihn verweisen:
„Der Grund für Attilas Krieg gegen die Franken war, so sagt man, der Tod [eines?] ihrer Könige und die Auseinandersetzung zwischen den Söhnen um das Königreich, wobei der ältere Sohn sich mit Attila verbündete, mit Aëtius der jüngere, den wir [Priskos] bei einer Gesandtschaft nach Rom sahen, mit noch flaumigem Bart und blondem Haar, das ihm in seiner Dichte und Länge über die Schultern fiel. Aëtius hatte ihn als seinen Sohn adoptiert und ihn mit vielen Geschenken von sich und dem Kaiser versehen zurückgeschickt und dadurch Freundschaft und Bündnis mit ihm geschlossen.“
 Wenn dieser jüngere Königssohn Merowech war, so wäre sein Geburtsdatum um 432 anzunehmen. Für die Römer stellte sich die Sache so dar: Die Franken teilten sich in zwei Fraktionen, eine Rom und eine den Hunnen zugeneigte. Dass diese Fraktionen ethnischen Charakter hatten („Salfranken“ bzw. „Rheinfranken“), wird von der neueren Forschung bezweifelt. Jedenfalls kämpften im Jahr 451 bei der Schlacht auf den Katalaunischen Feldern fränkische Verbände auf beiden Seiten und eine Beteiligung Merowechs auf Seiten der Römer (oder auch der Hunnen, wenn er der ältere der Brüder war) wäre plausibel. Folge der Schlacht war, dass die Hunnen und ihre Verbündeten jenseits des Rheins nach Germanien zurückgedrängt wurden und sich Aëtius mit seinen Verbündeten, vor allem Westgoten, nach Italien bzw. Südfrankreich zurückzog; Nordgallien blieb faktisch herrenlos zurück, so dass Merowechs Nachfolger es in Besitz nehmen und sich dort eine Machtbasis für den Aufstieg ihrer Familie und der Franken insgesamt aufbauen konnten.

## Sage
Nach einer in der Fredegar-Chronik überlieferten Erzählung begegnete Chlodios Frau, als sie sich zum Baden ans Meer begab, einem Meeresungeheuer, das dem Quinotaurus ähnlich war, bevor sie Merowech gebar. Der Name Quinotaurus erinnert an den Minotauros der griechischen Mythologie; vielleicht ist das Q nur ein Schreiberversehen. Unklar ist, ob das Ungeheuer selbst der Vater Merowechs war oder die Begegnung nur ein Vorzeichen und Chlodio der Vater war; die Quelle lässt das ausdrücklich offen. Eine dritte Möglichkeit ist, dass Chlodio selbst seiner Gemahlin in Gestalt des Ungeheuers erschien und dahinter das Konzept der Hierogamie steht. Außerdem wird vermutet, dass die Erzählung in ihrer überlieferten Form als Verspottung mythischer Konzepte einer sakralen Herkunft des Merowingergeschlechts gemeint war.
In der Forschung ist oft mit sprachlicher und inhaltlicher Begründung die Ansicht vertreten worden, die Sage könne nicht erst im 5. Jahrhundert entstanden sein, vielmehr müsse ihre ursprüngliche Version sich auf eine weit ältere Sagengestalt namens Mero bezogen haben; erst später sei die Geschichte in einer jüngeren Fassung wegen der Namensähnlichkeit auf Chlodio und Merowech übertragen worden. Dadurch sei die irrige Auffassung entstanden, der Name der Merowinger sei von dem historischen König Merowech abgeleitet.
Dieser Deutung hat Alexander Murray widersprochen. Er meint, die Hypothese einer ursprünglichen Sagengestalt Mero sei aus der Quelle nicht abzuleiten; es handle sich auch nicht um eine echte pagane Sage, sondern um eine erst im sechsten oder siebten Jahrhundert von einem gebildeten christlichen Franken geschaffene literarische Fiktion. Deren Zweck sei es gewesen, die Basis für eine der damals beliebten etymologischen Spekulationen oder Spielereien zu bieten. Der Name Merowech sei als „Meer-Vieh“ gedeutet worden, und dies sei der Ausgangspunkt für die Herstellung eines Zusammenhangs mit einem Meeresungeheuer gewesen. Der Urheber der Fiktion habe den Minotauros-Mythos gekannt, dem zufolge Minotauros der Sohn eines Stiers war, den der Gott Poseidon (Neptun) aus dem Meer emporsteigen ließ. Von diesem Sagenmotiv habe sich der christliche Franke dazu anregen lassen, den Minotauros-Mythos für seinen Zweck umzugestalten. In Wirklichkeit sei der Name des Merowingergeschlechts tatsächlich von dem historischen König Merowech abgeleitet.